# Hemicircus sordidus
Hemicircus sordidus, är en fågel i familjen hackspettar inom ordningen hackspettartade fåglar. Den betraktas oftast som underart till rödtofsad dvärgspett (Hemicircus concretus), men urskiljs sedan 2014 som egen art av Birdlife International, Internationella naturvårdsunionen och Handbook of Birds of the World.
Fågeln förekommer från södra Myanmar (södra Tenasserim) och thailändska halvön söderut till Sumatra (inklusive norra Mentawaiöarna och ön Bangka) och Borneo. Den kategoriseras av Internationella naturvårdsunionen som livskraftig.